# 栗原すみ子
栗原 すみ子（くりはら すみこ、1930年11月8日 - 2019年12月19日）は、日本の占い師。茨城県筑西市（旧協和町）出身。1958年4月1日から伊勢丹新宿本店横で占いを続け、通称「新宿の母」と呼ばれた。
鑑定に使用する占術は、主に九星、手相、姓名判断。街頭（銀座、渋谷、池袋、大宮、横浜、阿佐ケ谷、中野、新宿西口を含む）や特別相談室での鑑定歴は50年以上、訪れた相談者はのべ300万人以上にのぼり、数多くの書籍も出版した。その後は息子の栗原達也も、二代目として新宿で相談の相手を務めている。
メディアで『新宿の母』と呼ばれるようになったのは、編集者島崎保久が週刊誌誌面にて栗原をそう記述したのが始まり。『○○の母』としてメディアに初めて登場したのは栗原であり、『○○の母』と呼ばれる女性占い師の元祖である。
2006年12月22日には、占い師50周年を迎えたことを記念して、フジテレビ系列の金曜プレステージ枠にて、泉ピン子主演によるドラマ「新宿の母物語」が放送された。
2019年12月19日に誤嚥性肺炎のため東京都内の病院で89歳で死去。